# Kemet
De Oude-Egyptenaren noemden Egypte: Kemet  of "zwart land". Ze noemden zichzelf remet-en-kemet wat wordt vertaald als: “het volk van het zwarte land”.  Ze bedoelden met het zwarte land het vruchtbare slib dat achterbleef op de oevers, als de Nijl was overstroomd en waarmee ze gewassen konden telen. 
Het gebied buiten het "zwarte aarde" noemden de Oude Egyptenaren Desjret of "het rode land". Hiermee wordt verwezen naar de woestijn. Rood was ook het teken van de god Seth of vernietiging.

## Voorbeelden van het gebruik van het woord Kemet
- Op de steen van Rosetta is drie keer 'kemet' te lezen.
- Op een obelisk van farao Ramses II te Luxor staat het woord 'kemet' in hiërogliefen.